# Rozpleciny
Rozpleciny, zwane też warkoczem – dawny obrzęd obchodzony przez narzeczoną i druhny w ostatni wieczór przed ślubem. Odpowiednikiem rozplecin w domu przyszłego pana młodego był wieczór kawalerski.
Rozpleciny były symbolicznym pożegnaniem panieństwa. W niektórych regionach, np. w Polsce południowo-wschodniej, tradycja ta znana jest również obecnie.
Druhny, śpiewając żałosną pieśń, przystrajały włosy panny młodej gałązkami, kwiatami, kokardkami. Bogato przystrojony warkocz skrywały pod chustą. Kiedy do domu przybywał orszak weselny złożony ze swatów i drużbów, ze starostą na czele, ale bez pana młodego, przy dźwiękach kapeli rozpoczynano obrzędowe pożegnanie panieństwa. Starosta, pierwszy drużba lub brat dziewczyny ściągał jej chustę z głowy i rozplatał warkocz, usuwając ozdoby. Jedna z druhen zbierała w tym czasie datki na grzebień.
Obrzęd rozplecin, połączony z zabawą i poczęstunkiem, najczęściej trwał do rana. W tym czasie również w domu pana młodego żegnano wolny stan.
Obie grupy spotykały się na krótko przed wyjazdem do kościoła. Pan młody musiał najpierw wykupić rózgę, którą poprzedniego dnia na rozpleciny przyniósł starosta weselny. Z biegiem lat, bo już w wieku XIX, rozpleciny stopiły się z oczepinami.